# パドゥーリ
パドゥーリ（イタリア語: Paduli）は、イタリア共和国カンパニア州ベネヴェント県にある、人口約3,900人の基礎自治体（コムーネ）。

## 地理

### 位置・広がり
ベネヴェント県のコムーネ。県都ベネヴェントから東北東へ9kmの距離にある。

#### 隣接コムーネ
隣接するコムーネは以下の通り。
- アーピチェ
- ベネヴェント
- ブオナルベルゴ
- パーゴ・ヴェイアーノ
- ピエトレルチーナ
- サン・ジョルジョ・デル・サンニオ
- サン・ジョルジョ・ラ・モラーラ
- サン・ニコーラ・マンフレーディ
- サンタルカンジェロ・トリモンテ

## 行政

### 分離集落
以下の分離集落（フラツィオーネ）がある。
- Bosco Verdito, Calore Sandriano, Ignazio Forno Nuovo, Monte Capriano Carpinelli, Orticelli, Orticelli Montefollo, Piana, Piana Ferrara, Ravano, Saglieta, San Giuseppe, Serre Capitolo, Soloni, Torre